# Trioza xylopia
Trioza xylopia är en insektsart som beskrevs av Jennifer L. Hollis 1984. Trioza xylopia ingår i släktet Trioza och familjen spetsbladloppor. Inga underarter finns listade i Catalogue of Life.